# Punch Miller
Ernest Miller, ook bekend als Punch Miller en Kid Punch Miller (Raceland, 10 juni 1894 - 2 december 1971) was een Amerikaanse dixieland-trompettist.
Miller woonde en speelde (onder meer met Kid Ory) van 1919 tot 1927 in New Orleans, waarna hij naar Chicago ging. Hij werkte hier met de bands van Jelly Roll Morton en Tiny Parham en speelde mee op talloze plaatopnames, onder meer van Jimmy Blythe, Johnny Dodds, King Oliver, Jimmy Wade en Kid Howard. Door de afnemende belangstelling voor de traditionele jazz speelde Miller alleen nog op carnivals en rock-'n-roll-shows en zakte hij langzaamaan weg in de anonimiteit. Toen er weer een dixieland-revival was keerde Miller in 1956 terug naar New Orleans, waar hij een van de eerste Preservation Hall-bands leidde. Hij nam op met George Lewis en ging met hem op tournee naar Japan. Eind jaren zestig speelde hij met Captain John Handy en met Jimmy Archey. Miller trad tot het laatst op,
Miller was het onderwerp van een filmdocumentaire van Philip Spalding: Til the Butcher Cuts Him Down.

## Discografie (selectie)
als leider:
- Punch Miller & Albert Wynn (opnames 1925-1930), Document Records
- Punch Miller 1960, American Recordings, 1995
- Delegates of Pleasure (opnames 1963), American Recordings, 2000
- Punch and Handy's California Crusaders, GHB Records, 2000

- Bibliothèque nationale de France: cb13937731n (data)
- Gemeinsame Normdatei: 139012788
- International Standard Name Identifier: 0000 0003 6842 1429
- Library of Congress Control Number: n85034819
- MusicBrainz: 5801a535-b693-4c76-973f-cfeff03007fc
- Nederlandse Thesaurus van Auteursnamen: 074272500
- SNAC: w6p39znk
- Virtual International Authority File: 2660656
- WorldCat: E39PBJtcJhJBJW64cp88fqGT73